# Mesostenus roborowskii
Mesostenus roborowskii är en stekelart som beskrevs av Kokujev 1909. Mesostenus roborowskii ingår i släktet Mesostenus och familjen brokparasitsteklar. Inga underarter finns listade i Catalogue of Life.